# Населённые пункты Сюмсинского района
Муниципальное образование «Сюмсинский район» включает в себя 56 населённых пунктов: 8 сельских поселений в составе 7 сёл, 47 деревень и 2 станции.
Административный центр района — село Сюмси.

## Перечень населённых пунктов
Далее приводится список населённых пунктов по муниципальным образованиям, в которые они входят. Жирным шрифтом выделены административные центры поселений.

### Муниципальное образование «Васькинское»
- деревня Васькино
- деревня Блаж-Юс
- станция Пижил
- деревня Удмуртские Вишорки
- деревня Кузьмино
- деревня Марково

### Муниципальное образование «Гуринское»
- село Гура
- деревня Березовка
- деревня Визил
- деревня Зятцы
- деревня Ключёвка
- деревня Лемы
- деревня Новые Гайны
- деревня Старый Кузлук
- деревня Старые Гайны
- деревня Тылыглуд
- деревня Ходыри
- деревня Шмыки

### Муниципальное образование «Гуртлудское»
- деревня Гуртлуд
- село Лекшур
- деревня Маркелово
- деревня Сюмсиил
- деревня Юбери
- деревня Туканово

### Муниципальное образование «Дмитрошурское»
- деревня Дмитрошур
- деревня Большая Инга
- деревня Большой Сардык
- деревня Гурклудчик
- деревня Левые Гайны
- деревня Правые Гайны
- деревня Лялино
- деревня Малая Инга
- деревня Чажи

### Муниципальное образование «Кильмезское»
- село Кильмезь
- деревня Балма

### Муниципальное образование «Муки-Каксинское»
- село Муки-Какси
- станция Сюрек
- деревня Красный Яр
- деревня Сюрек
- деревня Полянка

### Муниципальное образование «Орловское»
- село Орловское
- село Зон
- деревня Бадзимлуд
- деревня Нерцы
- деревня Орлово
- деревня Харламовская пристань

### Муниципальное образование «Сюмсинское»
- село Сюмси
- деревня Акилово
- деревня Верх-Юс
- деревня Выселок
- деревня Русская Бабья
- деревня Удмуртская Бабья
- деревня Вылынгурт
- деревня Пумси
- деревня Малые Сюмси
- деревня Кейлуд